# Antisemitismus und Sozialdemokratie
Unter dem Titel „Antisemitismus und Sozialdemokratie“ hielt August Bebel am 27. Oktober 1893 auf dem Kölner Parteitag der Sozialdemokratischen Partei ein Grundsatzreferat zur Stellung der Partei dem Antisemitismus gegenüber. Der Parteitag nahm bei dieser Gelegenheit eine Resolution zum Thema an, die schon auf dem vorherigen Parteitag 1892 in ähnlicher Form verabschiedet worden war. Auf Wunsch verschiedener Delegierter wurde die Rede August Bebels in überarbeiteter Form als Broschüre herausgebracht.

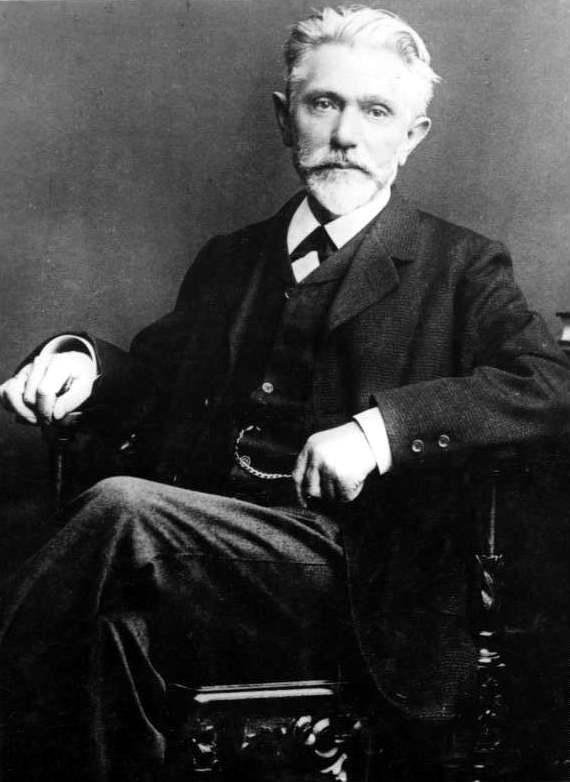
August Bebel, 1898

Das Referat stellt die erste offizielle Auseinandersetzung der Sozialdemokraten mit dem seit Mitte der 1870er Jahre wachsenden Antisemitismus dar. Bebel nennt als einen Grund für sein Referat, „daß über die Bedeutung dieser Bewegung in unseren eigenen Kreisen eine gewisse Unklarheit herrscht.“ Er sucht den Antisemitismus aus religiösen, ökonomischen und sozialen sowie rassischen Gründen zu erklären. Auch wenn die Antisemiten reaktionäre Ziele verfolgten, so würden sie zum Sozialismus gedrängt und so wider Willen zu Wegbereitern der Sozialdemokratie.

## Vorgeschichte

### Erste Welle des Antisemitismus im Kaiserreich (Mitte der 1870er bis Anfang der 1880er Jahre)

1891 illustriert das sozialdemokratische Witzblatt Der Wahre Jacob zustimmend die von den Antisemiten ausgegebene Parole „Wider Junker und Juden“.

Ab Mitte der 1870er Jahre kam es zu wachsendem Antisemitismus in Deutschland mit Artikeln in der dem katholischen Zentrum nahestehenden Zeitung Germania. Salonfähig wurde dies 1879, als Heinrich von Treitschke seinen Aufsatz „Unsere Aussichten“ in den Preußischen Jahrbüchern veröffentlichte (siehe „Berliner Antisemitismusstreit“) und sich der Hofprediger Adolf Stoecker mit seiner Christlich-sozialen Partei auf die Judenhetze verlegte.
Widerstand dagegen leisteten Vertreter der Deutschen Fortschrittspartei sowie des linken Flügels der Nationalliberalen, die sich 1880 als Liberale Vereinigung abspalteten (siehe hierzu: „Schmach für Deutschland“, „Notabeln-Erklärung“, „Interpellation Hänel“). Während des Wahlkampfes für die Reichstagswahl 1881 formierte sich eine Allianz aus Konservativen und Antisemiten als „Berliner Bewegung“, die versuchte, die Fortschrittspartei aus der Hauptstadt hinauszudrängen. Als die „Berliner Bewegung“ bei der Wahl eine vernichtende Niederlage gegen die Fortschrittspartei erlitt, ebbte die antisemitische Bewegung wieder etwas ab. Bei einer Beleidigungsklage, die Adolph Stöcker gegen die Freie Zeitung angestrengt hatte, wurden dem Hofprediger verschiedene unwahre Behauptungen nachgewiesen, was beispielsweise von Eugen Richter in der Schrift Zeuge Stöcker, ein Zeitbild aus dem Jahre 1885 an die Öffentlichkeit gebracht wurde. Unter dem öffentlichen Druck wurde Stöcker dann 1887 als Hofprediger abgesetzt und erhielt die Auflage, sich nicht weiter zu politischen Fragen zu äußern.
Die Haltung der Sozialdemokraten in dieser Phase war uneinheitlich. Während sich sozialdemokratische und fortschrittliche Arbeiter am 11. Januar 1881 bei einer Versammlung in den Reichshallen zusammenfanden und gemeinsam die antisemitische Bewegung als „Demokraten“ verurteilten, gab es auch Annäherungsversuche an die Antisemiten. So veröffentlichte der vormalige Parteivorsitzende der SPD Wilhelm Hasenclever 1881 unter dem Pseudonym Wilhelm Revel das Buch Der Wahrheit die Ehre. Ein Beitrag zur Judenfrage in Deutschland, in dem er zwar die Antisemiten kritisierte, aber deren Thesen wohlwollend aufnahm. Im Parteiorgan Der Sozialdemokrat wurden demonstrativ antijüdische Passagen der Frühschrift von Karl Marx Zur Judenfrage nachgedruckt, um zu zeigen, dass die SPD hier keiner Nachhilfe durch die Antisemiten bedurfte. Als die Antisemiten den Sozialdemokraten ein Angebot unterbreiteten, sie bei der Aufhebung des Sozialistengesetzes zu unterstützen, wenn sie auf eine revolutionäre Umgestaltung verzichteten, kam es zu Verhandlungen, die von der Parteileitung dann aber zugunsten einer neutralen Haltung im Kampf zwischen Fortschrittspartei und Antisemiten abgebrochen wurden.
Rückblickend rechtfertigte der sozialdemokratische Parteihistoriker Franz Mehring im Jahr 1913 diese Haltung mit den Worten:

„In dem sie [die SPD] den falschen Bruder Sozialismus [den Bismarckschen Staatssozialismus] abwies, durfte sie sich nicht von dem falschen Bruder Manchestermann [der Deutschen Fortschrittspartei] umgarnen lassen. Selbst in dem antisemitisch-philosemitischen Froschmäusekriege, worin die Arbeiter noch am ehesten neutral bleiben konnten, nahmen sie sofort eine entschiedene und klare Stellung über den Parteien. Sie hatten nicht den geringsten Anlaß, sich für das Geldjudentum zu begeistern, aber durften sie sich deshalb von der christlich-germanischen Schachererpolitik betören lassen, die nichts als das Geldjudentum in höchster Potenz war und von Stöcker durch dick und dünn verteidigt wurde?“

### Zweite Welle des Antisemitismus im Kaiserreich (ab Ende der 1880er Jahre)
Nach der Kaltstellung Stöckers trat mit Otto Böckel und Hermann Ahlwardt Ende der 1880er Jahre eine neue Generation von Antisemiten auf den Plan, die zunehmend auch den Konservativen gegenüber kritische Positionen einnahm. Dies kam in der Parole „Wider Juden und Junker!“ zum Ausdruck. Bei Nachwahlen und der allgemeinen Wahl 1890 konnten die Antisemiten fünf Mandate in Hessen-Nassau und dem Großherzogtum Hessen gewinnen.
Wieder kam der Widerstand aus den Reihen der Deutschen Freisinnigen Partei, der Fusion der Fortschrittspartei mit der Liberalen Vereinigung. So war Heinrich Rickert maßgeblich an der Gründung 1890 des „Vereins zur Abwehr des Antisemitismus“ beteiligt. Zusammen mit Eugen Richter stellte er Hermann Ahlwardt im Reichstag bei dessen unbelegten Behauptungen. Flankiert wurde dies von der Pressearbeit beispielsweise in der Freisinnigen Zeitung, die ausführlich über die antisemitischen Verleumdungen berichtete und in Leitartikeln wie „Nieder mit den Antisemiten!“ Stellung bezog.
Die Haltung der Sozialdemokraten war hingegen unklar. 1891 und 1892 illustrierte das sozialdemokratische Witzblatt Der Wahre Jacob wiederholt die Parole „Wider Junker und Juden!“ zustimmend auf seiner Titelseite und in weiteren Beiträgen. Im Jahr 1892 wurde zwar auf dem Parteitag eine Resolution gegen den Antisemitismus angenommen, aber eine offene Diskussion vermieden, weil ein Hervortreten der unterschiedlichen Meinungen befürchtet wurde. August Bebel suchte den Kontakt zu Hermann Ahlwardt, war aber von dessen Persönlichkeit enttäuscht. Als Ahlwardt im Reichstag eine Kommission beantragen wollte, die seine Vorwürfe prüfen sollte, aber dazu über zu wenige Abgeordnete verfügte, wurde er darin von führenden Sozialdemokraten unterstützt, unter ihnen auch August Bebel. Bei den Reichstagswahlen im Juni 1893 konnten die Antisemiten weitere Mandate auch in anderen Landesteilen (Brandenburg, Pommern und vor allem Sachsen) hinzugewinnen und erreichten nun eine Stärke von 16 Abgeordneten im Deutschen Reichstag.

## Inhalt
[Zusammenfassung nach dem Protokoll über die Verhandlungen des Parteitags der Sozialdemokratischen Partei Deutschlands, abgehalten zu Köln a. Rh. vom 22. bis 28. Oktober 1893. Verlag der Expedition des „Vorwärts“ Berliner Tageblatt, Berlin 1893. S. 223 ff. Zwischentitel nicht im Original, nur zur Gliederung. Das Referat wurde später überarbeitet, wobei es zu teilweise wesentlichen Veränderungen kam.]

### Begründung für das Referat
Nach Ansicht von August Bebel ist der Antisemitismus an sich nicht neu, sondern nur, dass er als politische Bewegung auftritt. Bei den Sozialdemokraten herrsche „eine gewisse Unklarheit“. Die antisemitische Bewegung werde als „Produkt von Schlagworten“ abgetan. Das sei falsch, weil sie „Widerhall in den Massen habe“, und deshalb müssten die „Uebel, welche jene Erscheinung erzeugten“, erkannt und beseitigt werden. Die Sozialdemokraten könnten dies leisten.

### Historischer Exkurs über den Antisemitismus in der Geschichte
In der Geschichte sei der Antisemitismus hauptsächlich als Rassengegensatz entstanden:

„Es handelt sich eben um zwei in ihrem Charakter und ihrem ganzen Wesen grundverschiedene Rassen, deren Grundverschiedenheit durch 2000 Jahre hindurch bis heute aufrechterhalten worden ist.“

Während Juden ursprünglich in Landwirtschaft und Gewerbe tätig gewesen seien und in Osteuropa je nachdem immer noch, würden „die christlichen Arbeiter im christlichen Europa von christlichen und jüdischen Ausbeutern ausgebeutet“. Dies geschehe hauptsächlich durch den Handel, für den die „semitische Rasse unzweifelhaft stets eine große natürliche Anlage besessen“ habe. Dass die Juden an ihrer Physiognomie zu erkennen seien – Bebel spielt zur Heiterkeit des Publikums auf die Hakennase, ein aus antisemitischer Sicht vermeintlich jüdisches Attribut, an –, begünstige die „Rassenfeindseligkeit“. Hinzu seien religiöse Motive gekommen, nämlich der „tiefe Haß“ der Juden gegen die Christen und der Vorwurf des Kreuzestodes Christi, „den die Juden veranlaßten“. Die Juden seien im Mittelalter durch die weltlichen Fürsten zu „Wucherern“ gemacht worden. Sie seien aus rassischen und religiösen Gründen verfolgt worden, aber auch um sie auszurauben.

„Scheinbar mit Recht werfen die Antisemiten den Juden vor, daß sie eine den Germanen besonders feindselige Rasse seien, mit besonders unangenehmen Rasseneigenthümlichkeiten, […].“

Das sei aber auch die Folge der Verfolgung der Juden im Mittelalter: „Und dieser tausendjährige Druck hat außerordentlich den engen Zusammenschluß unter ihnen gefördert.“

„Ich gestehe, ich kann eine gewisse Bewunderung nicht unterdrücken für eine Rasse, die trotz all dieser furchtbaren Verfolgungen sich dennoch in ihrer Art weiter entwickelt und selbständig aufrecht erhalten hat; eine Erscheinung, die außer bei den Juden nur noch bei einem Volke in der Geschichte, den Zigeunern, sich zeigte. (Heiterkeit.)“

Im 19. Jahrhundert sei es dann schrittweise und mit Rücksetzern zu einer Gleichberechtigung der Juden gekommen. Die Geschichte zeige, dass eine Verfolgung und rechtliche Zurücksetzung der Juden wirkungslos sei:

„Hat nun die tausendjährige Gesetzgebung gegen die Juden und ihre beständige Maßregelung nicht erreicht, was sie erreichen sollte, so müßte dies für die Judenfeinde ein Beweis sein, daß ihre Bestrebungen nicht durchführbar sind, selbst wenn sie einmal zur Macht gelangen sollten, woran gar nicht zu denken ist.“

### Erklärung der antisemitischen Bewegung im Kaiserreich
August Bebel wendet sich dann der Analyse der antisemitischen Bewegung im Kaiserreich zu. Die Juden hätten „als handeltreibende und kapitalkräftige Leute“ in der Gründerzeit bei der Gründung von „Riesenunternehmen“ im Vordergrund gestanden.

„Viele jüdische Kapitalmagnaten haben entweder persönlich oder durch ihre letzten Vorfahren durch diese Art Schacher die Grundlage für ihre heutige Stellung geschaffen.“

Handwerker und Handeltreibende hätten mit dem großen Krach von 1873 einen unaufhaltsamen Abstieg begonnen. „Alle diese Umstände in Verbindung mit den erwähnten Stammeseigenthümlichkeiten der Juden“ hätten dafür gesorgt, dass der Antisemitismus zuerst in diesen Kreisen aufgekommen sei „gegen den Juden als Konkurrenten“.
Die Juden beherrschten fast alle Wirtschaftszweige, so „eine große Anzahl von Handelszweigen“, insbesondere den Handel mit Agrarprodukten. Für die Bauern, die ebenfalls unaufhaltsam abstiegen, sei Kapitalist und Jude dasselbe.

„Wenn heute der Bauer seine Produkte verkauft, Kartoffeln, Getreide. Hopfen, Tabak, Wein, wer sind die Käufer? Juden. Wer leiht ihm die Kapitalien, wer kauft und verkauft sein Vieh? Juden. Da müssen denn antisemitische Erscheinungen zu Tage treten.“

Die Bauern würden auf die Schlagworte der „antisemitischen Demagogen“ hereinfallen, während die Sozialdemokraten im bestehenden System keine Hoffnungen machen könnten. Ähnlich liege es bei Gewerbe und Industrie:

„Die fabrikmäßige Schuhmacherei, die Schneiderei, der Handel mit Kleidern, neuen und alten, die Tuchfabriken etc. liegen mehr oder weniger in den Händen von Juden. Der Jude, der als Großhandeltreibender eine Menge kleiner Handwerker beschäftigt, der als Kapitalist en gros, als Ausbeuter auch auf diesem Gebiete auftritt, muß natürlich auch unter seinen Konkurrenten den Antisemitismus hervorrufen.“

Auch bei Staatsaufträgen – Bebel äußert dies im Kontext der Vorwürfe Hermann Ahlwardts gegen die Firma Löwe wegen der „Judenflinten“ – kämen hauptsächlich die Juden zum Zug:

„Wer kann allein billig, rasch und massenhaft liefern, wer vermag das Rohmaterial billig einzukaufen, weil er das Kapital in Masse zur Verfügung hat? Es sind oft genug nur Juden! Sie bekommen natürlich die Lieferungen übertragen.“

Beamte und Offiziere verschuldeten sich „beim Wucherer, beim Halsabschneider“ zu „Wucherzinsen“. „Die Wucherer sind aber wieder zum großen Theile Juden.“ Sie betätigten sich als das, was von den Antisemiten „Güterschlächter“ genannt wird, wobei Bebel den Begriff selbst nicht benutzt:

„Erst borgt der Jude. dann tritt er als Käufer der Rittergüter auf, oft wird er selbst Besitzer und vermehrt so die Gründe, daß der Feudaladel sich im antisemitischen Lager befindet.“

Der Antisemitismus unter den Studenten sei durch eine Überproduktion von Akademikern zu erklären, die die oft fleißigere jüdische Konkurrenz fürchteten. So gebe es mittlerweile kaum noch Stellen für Pfarrer.

### Aktuelle Entwicklung und Prognose
August Bebel analysiert dann die aktuelle Lage und macht Vorhersagen. Die Antisemiten seien in Sachsen mit einer sehr niedrigen jüdischen Bevölkerung erfolgreich gewesen, weil es nur darauf ankomme, „ob er [der Jude] sich als unangenehmer Konkurrent bemerkbar macht.“ Die Konservativen hätten außerdem in Sachsen versagt, und die Antisemiten könnten Kleinbürger ansprechen, für die es keine demokratische Partei gebe, sondern die vom Liberalismus als „Repräsentant der Bourgeoisie“ in „ihren Bann“ gezwungen würden. Je schlimmer der Existenzkampf der Mittelschichten werde, desto stärker werde der Zulauf zu den Antisemiten sein.

„Wir kommen bei diesen Schichten erst an die Reihe, wenn der Antisemitismus abgewirthschaftet hat, wenn sie durch die Erfahrung, durch das Verhalten ihrer antisemitischen Vertreter im Reichstage und anderwärts erkennen, dass sie getäuscht wurden. Dann kommt die Stunde unsrer Ernte, früher nicht. (Sehr richtig.)“

Die Antisemiten seien nämlich gar nicht so konsequent gegen Juden, wie sie behaupteten, was Bebel anhand eines Beispiels eines Antisemiten erläutert, der von Sozialdemokraten überführt wurde, bei einem Juden gekauft zu haben. Das antisemitische Programm sei zu einem großen Teil reaktionär, aber enthalte bereits „manche mit unserem Programm übereinstimmende Forderungen“. So sei die Forderung, die Grundschulden zu verstaatlichen, auch schon im Kommunistischen Manifest erhoben worden, allerdings nur von den Sozialisten im richtigen Sinne. Damit arbeite der Antisemitismus der Sozialdemokratie vor:

„In seinem Kampfe um die Herrschaft wird der Antisemitismus genöthigt werden, wider Willen über sein eigenes Ziel hinauszuschießen, wie es sich schon jetzt bei Herrn Ahlwardt bewiesen hat, der erst Arm in Arm mit dem Junkerthum in den Kampf trat und alltmählig durch die Stimmung seiner Wähler genöthigt wurde, die Parole auszugeben: Wider Juden und Junker! Auch für die hessische Bewegung ist es nicht mehr ausreichend, gegen die Juden allein loszugehen, sie muß sich bereits gegen das Kapital überhaupt wenden; ist erst dieser Moment da, dann kommt auch der Zeitpunkt, wo unsere Anschauungen auf fruchtbaren Boden fallen und wo wir den Anhang gewinnen werden, den wir augenblicklich noch vergebens erstreben.“

Vieles im Programm der Antisemiten sei „Demagogie“. Aus der Geschichte sei aber klar, dass eine Verfolgung der Juden keinen Erfolg verspreche. Dabei unterstützt August Bebel die von den Antisemiten verbreitete, aber sachlich falsche und von Salomon Neumann schon seit Jahren widerlegte Behauptung, die jüdische Bevölkerung wachse rasant:

„Endlich wird gefordert Aufhebung der Judenemanzipation und Stellung der Juden unter ein Fremdenrecht. Damit wird man nach den im Mittelalter gemachten Erfahrungen nicht weit kommen; denn in dem Punkte der Mahnung: Seid fruchtbar und mehret Euch wie Sand am Meer! haben die Juden das Gebot ihrer Väter streng befolgt und befolgen es noch. (Heiterkeit.)“

August Bebel zieht dann das Fazit seiner Ausführungen:

„Kurz, dieses mixtum compositum von einem Programm entspricht ganz der widerspruchsvollen Natur des Antisemitismus. Was ich Ihnen über die Wahrscheinlichkeit seiner weitern Ausbreitung, ja über die Nothwendigkeit derselben gesagt habe, führt dazu, dass er schließlich wider Willen revolutionär werden muß, hier haben alsdann wir, die Sozialdemokratie, einzusetzen.“

## Resolution des Parteitags
Die von August Bebel zu Beginn seines Referats verlesene Resolution wurde im Anschluss angenommen. Sie lautete:

„Der Antisemitismus entspringt der Mißstimmung gewisser bürgerlicher Schichten, die sich durch die kapitalistische Entwicklung bedrückt finden und zum Theil durch diese Entwicklung dem wirthschaftlichen Untergang geweiht sind, aber in Verkennung der eigentlichen Ursache ihrer Lage den Kampf nicht gegen das kapitalistische Wirthschaftssystem, sondern gegen eine in demselben hervortretende Erscheinung richten, die ihnen im Konkurrenzkampfe unbequem wird: gegen das jüdische Ausbeuterthum.
Dieser sein Ursprung zwingt den Antisemitismus zu Forderungen, die ebenso mit den wirthschaftlichen wie politischen Entwicklungsgesetzen der bürgerlichen Gesellschaft in Widerspruch stehen, also fortschrittsfeindlich sind. Daher auch die Unterstützung, die der Antisemitismus vorzugsweise bei Junkern und Pfaffen findet.
Der einseitige Kampf des Antisemitismus gegen das jüdische Ausbeuterthum muß nothwendig erfolglos sein, weil die Ausbeutung der Menschen durch den Menschen keine speziell jüdische, sondern eine der bürgerlichen Gesellschaft eigenthümliche Erwerbsform ist, die erst mit dem Untergang der bürgerlichen Gesellschaft endigt.
Da nun die Sozialdemokratie der entschiedenste Feind des Kapitalismus ist, einerlei ob Juden oder Christen seine Träger sind, und da sie das Ziel hat, die bürgerliche Gesellschaft zu beseitigen, indem sie deren Umwandlung in die sozialistische Gesellschaft herbeiführt, wodurch aller Herrschaft des Menschen über den Menschen, wie aller Ausbeutung des Menschen  durch den Menschen ein Ende bereitet wird, lehnt es die Sozialdemokratie ab, ihre Kräfte im Kampfe gegen die bestehende Staats- und Gesellschaftsordnung durch falsche und darum wirkungslos werdende Kämpfe gegen eine Erscheinung zu zersplittern, die mit der bürgerlichen Gesellschaft steht und fällt.
Die Sozialdemokratie bekämpft den Antisemitismus als eine gegen die natürliche Entwicklung der Gesellschaft gerichtete Bewegung, die jedoch trotz ihres reaktionären Charakters und wider ihren Willen schließlich revolutionär wirkt, weil die von dem Antisemitismus gegen die jüdischen Kapitalisten aufgehetzten kleinbürgerlichen und kleinbäuerlichen Schichten zu der Erkenntnis kommen müssen, daß nicht blos der jüdische Kapitalist, sondern die Kapitalistenklasse überhaupt ihr Feind ist und daß nur die Verwirklichung des Sozialismus sie aus ihrem Elende befreien kann.“

## Rezeption
Nach Einschätzung von Reinhard Rürup wurde „[…] Bebels Parteitagsrede […] neben Marx’ Aufsatz ‚Zur Judenfrage‘ zum zweiten klassischen Text in der marxistischen Antisemitismusdiskussion.“ Ähnlich sieht Rosemarie Leuschen-Seppel die zentrale Rolle der Rede:

„Darüber hinaus lieferte erst August Bebel in seinem Parteitagsreferat 1893 eine detaillierte Analyse der sozialen Zusammensetzung der Antisemitenbewegung, der auch die künftige sozialdemokratische Auseinandersetzung mit dem Antisemitismus kaum mehr neue Argumente hinzuzufügen hatte.“

Lars Fischer steht dem Lob von Rürup und Leuschen-Seppel für die Rede skeptisch gegenüber:

„This already demonstrates that we may be well advised not to get unduly carried away by the anti-antisemitic credentials of Bebel's speech, its 'still valid' analysis notwithstanding.“

„Dies zeigt bereits, dass wir gut beraten sein sollten, uns nicht von den anti-antisemitischen Referenzen für Bebels Rede unangemessen mitreißen zu lassen, trotz seiner ‚immer noch gültigen‘ Analyse.“

Er weist darauf hin, dass in der von Bebel vorgenommenen Überarbeitung der Rede für die Ausgabe von 1906 die Charakterisierung der modernen Gesellschaft von „jüdisch“ in „verjudet“ abgeändert wurde.

„In so doing he finally erased the last remnant of conceptual ambiguity. This was a term straight from the unambiguous vocabulary of the antisemites. It was a term that could never be neutral, let alone have a positive connotation, not even in theory. It described a form of contamination and made it quite clear that the problem at hand was not one that society had with itself but one that it had with an alien entity in its midst“

„Auf diese Weise beseitigte er den letzten Rest an konzeptioneller Doppeldeutigkeit. Dies war ein Ausdruck geradewegs aus dem unzweideutigen Vokabular der Antisemiten. Es war ein Ausdruck, der nie neutral sein, geschweige eine positive Konnotation haben konnte, nicht einmal in der Theorie. Er beschrieb eine Art der Verunreinigung und machte es vollkommen klar, dass das betrachtete Problem nicht eines war, das die Gesellschaft mit sich selbst, sondern eines, das sie mit einer fremden Entität in ihrer Mitte hatte.“